# Tarumaniidae
Se trata de uma família de peixes fossoriais encontrados exclusivamente no lodo do fundo do Igarapé Tarumã-Mirim, afluente do Rio Negro.

## Gêneros
- Tarumania[1]